# Llista de topònims de la Bisbal del Penedès
Llista de topònims (noms propis de lloc) del municipi de la Bisbal del Penedès, al Baix Penedès
Informació actualitzada per un bot. Els canvis manuals es perdran quan s'actualitzi!

## cabana
| imatge | Nom                    | Ubicat a              | instància de | Detalls | coordenades                                                         | Protecció | Commons (més fotos) | Dades a WD                    |
| ------ | ---------------------- | --------------------- | ------------ | ------- | ------------------------------------------------------------------- | --------- | ------------------- | ----------------------------- |
|        | barraca del Vi         | la Bisbal del Penedès | cabana       |         | 41° 18′ 39″ N, 1° 30′ 50″ E / 41.3108100737132°N,1.51387783634772°E |           |                     | Modifica les dades a Wikidata |
|        | corral de Ca l'Alegret | la Bisbal del Penedès | cabana       |         | 41° 17′ 09″ N, 1° 31′ 05″ E / 41.28596776871°N,1.51807201237501°E   |           |                     | Modifica les dades a Wikidata |
|        | el Corral              | la Bisbal del Penedès | cabana       |         | 41° 16′ 42″ N, 1° 27′ 49″ E / 41.2782743479347°N,1.4637151575148°E  |           |                     | Modifica les dades a Wikidata |
|        | pallissa del Tendrall  | la Bisbal del Penedès | cabana       |         | 41° 18′ 27″ N, 1° 30′ 15″ E / 41.3073794121368°N,1.504232091313°E   |           |                     | Modifica les dades a Wikidata |

## entitat singular de població
| imatge | Nom                         | Ubicat a              | instància de                                   | Detalls  | coordenades                                                                  | Protecció | Commons (més fotos)         | Dades a WD                    |
| ------ | --------------------------- | --------------------- | ---------------------------------------------- | -------- | ---------------------------------------------------------------------------- | --------- | --------------------------- | ----------------------------- |
|        | Can Gordei                  | la Bisbal del Penedès | entitat singular de població                   | 784 hab  | 41° 15′ 48″ N, 1° 28′ 37″ E / 41.263246269744°N,1.4768282766152°E 222 msnm   |           |                             | Modifica les dades a Wikidata |
|        | el Papagai                  | la Bisbal del Penedès | entitat singular de població                   | 220 hab  | 41° 17′ 25″ N, 1° 30′ 59″ E / 41.2903773491434°N,1.51635998254652°E 214 msnm |           |                             | Modifica les dades a Wikidata |
|        | el Priorat de la Bisbal     | la Bisbal del Penedès | entitat singular de població urbanització      | 923 hab  | 41° 17′ 17″ N, 1° 28′ 11″ E / 41.2880025155714°N,1.46981617409847°E 255 msnm |           | El Priorat de la Bisbal     | Modifica les dades a Wikidata |
|        | l'Esplai del Penedès        | la Bisbal del Penedès | entitat singular de població                   | 418 hab  | 41° 15′ 37″ N, 1° 27′ 52″ E / 41.2602949228346°N,1.46433958976301°E 200 msnm |           |                             | Modifica les dades a Wikidata |
|        | l'Ortigós                   | la Bisbal del Penedès | entitat singular de població                   | 14 hab   | 41° 17′ 03″ N, 1° 31′ 05″ E / 41.2841857458969°N,1.51818398609441°E 178 msnm |           | L'Ortigós                   | Modifica les dades a Wikidata |
|        | la Bisbal del Penedès       | la Bisbal del Penedès | entitat singular de població capital municipal | 1322 hab | 41° 16′ 51″ N, 1° 29′ 16″ E / 41.28071936°N,1.4876814°E 187 msnm             |           |                             | Modifica les dades a Wikidata |
|        | la Masieta                  | la Bisbal del Penedès | entitat singular de població                   | 124 hab  | 41° 16′ 00″ N, 1° 27′ 10″ E / 41.2665297413°N,1.4528760947082°E 241 msnm     |           |                             | Modifica les dades a Wikidata |
|        | la Miralba                  | la Bisbal del Penedès | entitat singular de població                   | 242 hab  | 41° 15′ 42″ N, 1° 29′ 22″ E / 41.2617181205093°N,1.48952950100939°E 213 msnm |           |                             | Modifica les dades a Wikidata |
|        | la Pineda de Santa Cristina | la Bisbal del Penedès | entitat singular de població                   | 136 hab  | 41° 16′ 46″ N, 1° 26′ 11″ E / 41.2794°N,1.43639°E 340 msnm                   |           | La Pineda de Santa Cristina | Modifica les dades a Wikidata |

## església
| imatge | Nom                                  | Ubicat a              | instància de | Detalls                       | coordenades                                                           | Protecció                                  | Commons (més fotos)                     | Dades a WD                    |
| ------ | ------------------------------------ | --------------------- | ------------ | ----------------------------- | --------------------------------------------------------------------- | ------------------------------------------ | --------------------------------------- | ----------------------------- |
|        | Santa Cristina                       | la Bisbal del Penedès | església     | Estil: arquitectura popular   | 41° 16′ 18″ N, 1° 26′ 25″ E / 41.27177777777778°N,1.440388888888889°E | bé cultural d'interès local                | Santa Cristina de la Bisbal del Penedès | Modifica les dades a Wikidata |
|        | Santa Maria de la Bisbal del Penedès | la Bisbal del Penedès | església     | Estil: arquitectura eclèctica | 41° 16′ 52″ N, 1° 29′ 17″ E / 41.281°N,1.48799°E                      | bé integrant del patrimoni cultural català | Santa Maria de la Bisbal del Penedès    | Modifica les dades a Wikidata |

## masia
| imatge | Nom                | Ubicat a              | instància de | Detalls                     | coordenades                                                         | Protecció                                  | Commons (més fotos)                  | Dades a WD                    |
| ------ | ------------------ | --------------------- | ------------ | --------------------------- | ------------------------------------------------------------------- | ------------------------------------------ | ------------------------------------ | ----------------------------- |
|        | Ca l'Alegret       | la Bisbal del Penedès | masia        | Estil: arquitectura popular | 41° 17′ 02″ N, 1° 31′ 08″ E / 41.2839°N,1.51878°E ca:l'Ortigós      | bé integrant del patrimoni cultural català | Ca l'Alegret (la Bisbal del Penedès) | Modifica les dades a Wikidata |
|        | Ca l'Arbocet       | la Bisbal del Penedès | masia        |                             | 41° 16′ 19″ N, 1° 27′ 26″ E / 41.2718185679217°N,1.45716876595513°E |                                            |                                      | Modifica les dades a Wikidata |
|        | Ca la Jana         | la Bisbal del Penedès | masia        |                             | 41° 16′ 35″ N, 1° 27′ 58″ E / 41.2764157050789°N,1.46618253818479°E |                                            |                                      | Modifica les dades a Wikidata |
|        | Cal Figuerola      | la Bisbal del Penedès | masia        |                             | 41° 16′ 23″ N, 1° 28′ 14″ E / 41.273072123332°N,1.4706302800646°E   |                                            |                                      | Modifica les dades a Wikidata |
|        | Cal Llac           | la Bisbal del Penedès | masia        |                             | 41° 15′ 56″ N, 1° 27′ 48″ E / 41.2654244354927°N,1.46331211366705°E |                                            |                                      | Modifica les dades a Wikidata |
|        | Cal Llagostera     | la Bisbal del Penedès | masia        |                             | 41° 16′ 23″ N, 1° 27′ 50″ E / 41.2729544038426°N,1.4639712481759°E  |                                            |                                      | Modifica les dades a Wikidata |
|        | Cal Mariano        | la Bisbal del Penedès | masia        |                             | 41° 16′ 57″ N, 1° 30′ 58″ E / 41.2824743237941°N,1.5160852715012°E  |                                            |                                      | Modifica les dades a Wikidata |
|        | Cal Pros           | la Bisbal del Penedès | masia        |                             | 41° 16′ 08″ N, 1° 28′ 37″ E / 41.2687849999103°N,1.47692671739014°E |                                            |                                      | Modifica les dades a Wikidata |
|        | Cal Rotllat        | la Bisbal del Penedès | masia        |                             | 41° 17′ 25″ N, 1° 29′ 30″ E / 41.2903259519567°N,1.49161646305068°E |                                            |                                      | Modifica les dades a Wikidata |
|        | Cal Semi           | la Bisbal del Penedès | masia        |                             | 41° 17′ 03″ N, 1° 29′ 06″ E / 41.2842034617764°N,1.48495095786955°E |                                            |                                      | Modifica les dades a Wikidata |
|        | Cal Sumoi          | la Bisbal del Penedès | masia        |                             | 41° 16′ 58″ N, 1° 28′ 05″ E / 41.282781°N,1.46792°E                 |                                            |                                      | Modifica les dades a Wikidata |
|        | Cal Vinella        | la Bisbal del Penedès | masia        |                             | 41° 17′ 17″ N, 1° 29′ 54″ E / 41.2880535280781°N,1.4983085608808°E  |                                            |                                      | Modifica les dades a Wikidata |
|        | Can Gordei         | la Bisbal del Penedès | masia        |                             | 41° 15′ 48″ N, 1° 28′ 31″ E / 41.2633403552513°N,1.47525070116911°E |                                            |                                      | Modifica les dades a Wikidata |
|        | Can Llua           | la Bisbal del Penedès | masia        |                             | 41° 15′ 38″ N, 1° 28′ 30″ E / 41.2605354884411°N,1.47498171942605°E |                                            |                                      | Modifica les dades a Wikidata |
|        | Freier             | la Bisbal del Penedès | masia        |                             | 41° 17′ 30″ N, 1° 30′ 13″ E / 41.2917992794524°N,1.50374016696935°E |                                            |                                      | Modifica les dades a Wikidata |
|        | Gosc               | la Bisbal del Penedès | masia        |                             | 41° 16′ 15″ N, 1° 29′ 24″ E / 41.2707149746402°N,1.49009813052985°E |                                            |                                      | Modifica les dades a Wikidata |
|        | Mas Serè           | la Bisbal del Penedès | masia        |                             | 41° 16′ 47″ N, 1° 28′ 02″ E / 41.2796076758474°N,1.46711078794886°E |                                            |                                      | Modifica les dades a Wikidata |
|        | Mas Tarragó        | la Bisbal del Penedès | masia        |                             | 41° 17′ 08″ N, 1° 27′ 01″ E / 41.2855447428953°N,1.45038506096995°E |                                            |                                      | Modifica les dades a Wikidata |
|        | Mas Tuís           | la Bisbal del Penedès | masia        |                             | 41° 16′ 45″ N, 1° 28′ 52″ E / 41.2792435455946°N,1.48108954461474°E |                                            |                                      | Modifica les dades a Wikidata |
|        | Mas d'en Bosquet   | la Bisbal del Penedès | masia        |                             | 41° 15′ 56″ N, 1° 30′ 12″ E / 41.2654912101586°N,1.50324272521103°E |                                            |                                      | Modifica les dades a Wikidata |
|        | Mas de les Gralles | la Bisbal del Penedès | masia        |                             | 41° 17′ 18″ N, 1° 30′ 56″ E / 41.2884216999234°N,1.51558029207771°E |                                            |                                      | Modifica les dades a Wikidata |
|        | Mas del Sol        | la Bisbal del Penedès | masia        |                             | 41° 17′ 05″ N, 1° 31′ 07″ E / 41.2847211768649°N,1.51849428851653°E |                                            |                                      | Modifica les dades a Wikidata |
|        | Masia de la Costa  | la Bisbal del Penedès | masia        |                             | 41° 17′ 54″ N, 1° 30′ 34″ E / 41.2982514560783°N,1.5095168414559°E  |                                            |                                      | Modifica les dades a Wikidata |
|        | Masia de la Riba   | la Bisbal del Penedès | masia        |                             | 41° 15′ 46″ N, 1° 27′ 33″ E / 41.2626929642857°N,1.45910259263343°E |                                            |                                      | Modifica les dades a Wikidata |
|        | el Mainer          | la Bisbal del Penedès | masia        |                             | 41° 17′ 00″ N, 1° 28′ 25″ E / 41.28323293814°N,1.47353383349888°E   |                                            |                                      | Modifica les dades a Wikidata |
|        | el Pujolet         | la Bisbal del Penedès | masia        |                             | 41° 17′ 08″ N, 1° 29′ 36″ E / 41.2855825011792°N,1.49325424698749°E |                                            |                                      | Modifica les dades a Wikidata |
|        | la Font de Freier  | la Bisbal del Penedès | masia        |                             | 41° 17′ 12″ N, 1° 30′ 22″ E / 41.2865426687464°N,1.50610532977669°E |                                            |                                      | Modifica les dades a Wikidata |
|        | la Masieta         | la Bisbal del Penedès | masia        |                             | 41° 17′ 21″ N, 1° 30′ 04″ E / 41.2891436481883°N,1.50108997558454°E |                                            |                                      | Modifica les dades a Wikidata |
|        | la Plana           | la Bisbal del Penedès | masia        |                             | 41° 15′ 59″ N, 1° 29′ 38″ E / 41.2663315760746°N,1.49378054496213°E |                                            |                                      | Modifica les dades a Wikidata |

## muntanya
| imatge | Nom                | Ubicat a                                      | instància de | Detalls | coordenades                                                       | Protecció | Commons (més fotos) | Dades a WD                    |
| ------ | ------------------ | --------------------------------------------- | ------------ | ------- | ----------------------------------------------------------------- | --------- | ------------------- | ----------------------------- |
|        | Coster de la Torre | la Bisbal del Penedès                         | muntanya     |         | 41° 16′ 19″ N, 1° 28′ 51″ E / 41.27206389°N,1.48078611°E 236 msnm |           |                     | Modifica les dades a Wikidata |
|        | Puig Francàs       | el Montmell la Bisbal del Penedès             | muntanya     |         | 41° 18′ 04″ N, 1° 27′ 32″ E / 41.301168°N,1.458887°E 551 msnm     |           | Puig Francàs        | Modifica les dades a Wikidata |
|        | Puig del Coscollar | el Montmell la Bisbal del Penedès             | muntanya     |         | 41° 17′ 51″ N, 1° 29′ 04″ E / 41.2974°N,1.48443°E 391.2 msnm      |           |                     | Modifica les dades a Wikidata |
|        | Roca Blanca        | el Montmell la Bisbal del Penedès             | muntanya     |         | 41° 17′ 50″ N, 1° 27′ 58″ E / 41.297175°N,1.46611667°E 425.5 msnm |           | Roca Blanca         | Modifica les dades a Wikidata |
|        | les Quatre Fites   | Sant Jaume dels Domenys la Bisbal del Penedès | muntanya     |         | 41° 18′ 50″ N, 1° 31′ 20″ E / 41.3139°N,1.52214444°E 407.1 msnm   |           |                     | Modifica les dades a Wikidata |

## pont
| imatge | Nom                | Ubicat a              | instància de | Detalls                                    | coordenades                                                         | Protecció | Commons (més fotos) | Dades a WD                    |
| ------ | ------------------ | --------------------- | ------------ | ------------------------------------------ | ------------------------------------------------------------------- | --------- | ------------------- | ----------------------------- |
|        | Pont Sec           | la Bisbal del Penedès | pont         |                                            | 41° 16′ 35″ N, 1° 29′ 13″ E / 41.2764740137228°N,1.48692072402035°E |           |                     | Modifica les dades a Wikidata |
|        | Pont de la Bisbal  | la Bisbal del Penedès | pont         | Travessa: riera de la Bisbal               | 41° 15′ 49″ N, 1° 29′ 51″ E / 41.2637039690222°N,1.49742220391217°E |           |                     | Modifica les dades a Wikidata |
|        | Pont de la Joncosa | la Bisbal del Penedès | pont         | Travessa: Autopista Saragossa-Mediterrània | 41° 17′ 09″ N, 1° 29′ 14″ E / 41.2857563359958°N,1.48727946145393°E |           |                     | Modifica les dades a Wikidata |
|        | Pont de les Planes | la Bisbal del Penedès | pont         |                                            | 41° 16′ 34″ N, 1° 30′ 58″ E / 41.2762431742417°N,1.51623837359178°E |           |                     | Modifica les dades a Wikidata |
|        | Pont del Cementiri | la Bisbal del Penedès | pont         | Travessa: Autopista Saragossa-Mediterrània | 41° 17′ 06″ N, 1° 29′ 29″ E / 41.2849709254562°N,1.49126215843573°E |           |                     | Modifica les dades a Wikidata |
|        | Pont del Tricalles | la Bisbal del Penedès | pont         |                                            | 41° 15′ 49″ N, 1° 29′ 23″ E / 41.2637035367855°N,1.48981799296173°E |           |                     | Modifica les dades a Wikidata |

## Misc
| imatge | Nom                                        | Ubicat a | instància de                                  | Detalls                                               | coordenades | Protecció                                            | Commons (més fotos)                     | Dades a WD                    |
| ------ | ------------------------------------------ | --- | --------------------------------------------- | ----------------------------------------------------- | --- | ---------------------------------------------------- | --------------------------------------- | ----------------------------- |
|        | Ca l'Inxa                                  | la Bisbal del Penedès | granja                                        |                                                       | 41° 16′ 27″ N, 1° 30′ 33″ E / 41.2740519044032°N,1.50907657491857°E                                                        |                                                      |                                         | Modifica les dades a Wikidata |
|        | Casa de Cultura                            | la Bisbal del Penedès | edifici                                       | Estil: academicisme 1956                              | 41° 16′ 49″ N, 1° 29′ 16″ E / 41.2804°N,1.48773°E ca:C. Jacint Verdaguer, 30 185 msnm                                      | bé integrant del patrimoni cultural català           | Casa de Cultura (la Bisbal del Penedès) | Modifica les dades a Wikidata |
|        | Casal dels Salbà (Casal de Cultura)        | la Bisbal del Penedès | edifici residencial                           |                                                       | 41° 16′ 53″ N, 1° 29′ 13″ E / 41.28141021728515°N,1.4869829416275024°E ca:Plaça Major                                      |                                                      |                                         | Modifica les dades a Wikidata |
|        | Castell de la Bisbal del Penedès           | la Bisbal del Penedès | castell                                       | Estil: arquitectura gòtica                            | 41° 16′ 53″ N, 1° 29′ 12″ E / 41.2813°N,1.48674°E ca:Plaça Major - Carrer Baixada del pont 184 msnm                        | bé d'interès cultural bé cultural d'interès nacional | Castell de la Bisbal                    | Modifica les dades a Wikidata |
|        | Clot de Bou                                | Baix Penedès la Bisbal del Penedès Bonastre Albinyana                                                                                                | quebrada                                      |                                                       | 41° 14′ 43″ N, 1° 27′ 19″ E / 41.245382°N,1.455324°E 182 325 msnm                                                          |                                                      |                                         | Modifica les dades a Wikidata |
|        | Pedrera del Mainer                         | la Bisbal del Penedès | pedrera                                       |                                                       | 41° 17′ 28″ N, 1° 28′ 27″ E / 41.2911336187451°N,1.47430504688964°E                                                        |                                                      |                                         | Modifica les dades a Wikidata |
|        | Polígon industrial Les Planes              | la Bisbal del Penedès | polígon industrial                            |                                                       | 41° 16′ 21″ N, 1° 30′ 33″ E / 41.2723673963113°N,1.50906715296934°E                                                        |                                                      |                                         | Modifica les dades a Wikidata |
|        | alts de Mas Serè                           | la Bisbal del Penedès el Montmell | serra                                         |                                                       | 41° 17′ 26″ N, 1° 27′ 08″ E / 41.2906°N,1.45212°E 404 msnm                                                                 |                                                      | Alts de Mas Serè                        | Modifica les dades a Wikidata |
|        | avenc del Mainer                           | la Bisbal del Penedès | avenc                                         |                                                       | 41° 17′ 35″ N, 1° 28′ 31″ E / 41.2929223939582°N,1.47538599040504°E                                                        |                                                      |                                         | Modifica les dades a Wikidata |
|        | casa consistorial de la Bisbal del Penedès | la Bisbal del Penedès | casa consistorial                             |                                                       | 41° 16′ 50″ N, 1° 29′ 17″ E / 41.28048141612848°N,1.48800811290884°E                                                       |                                                      | Town hall of la Bisbal del Penedès      | Modifica les dades a Wikidata |
|        | el Montmell-Marmellar                      | el Montmell la Bisbal del Penedès Sant Jaume dels Domenys Castellví de la Marca Torrelles de Foix Sant Martí Sarroca Pontons Aiguamúrcia Vila-rodona | àrea protegida Pla d'Espais d'Interès Natural | 1992 Superfície: 9362.41836ha                         | 41° 20′ N, 1° 31′ E / 41.33°N,1.51°E                                                                                       |                                                      | El Montmell-Marmellar                   | Modifica les dades a Wikidata |
|        | l'escola pública                           | la Bisbal del Penedès | edifici escolar                               | Estil: noucentisme                                    | 41° 16′ 57″ N, 1° 29′ 16″ E / 41.28253173828125°N,1.4877029657363892°E ca:Av. Baix Penedès                                 |                                                      |                                         | Modifica les dades a Wikidata |
|        | pedra mil·liar                             | la Bisbal del Penedès | mil·liari                                     |                                                       | 41° 16′ 41″ N, 1° 29′ 23″ E / 41.27802°N,1.48967°E ca:Pl. de l'Onze de Setembre 177 msnm                                   | bé integrant del patrimoni cultural català           | Pedra mil·liar (la Bisbal del Penedès)  | Modifica les dades a Wikidata |
|        | riera de la Bisbal                         | el Montmell la Bisbal del Penedès Albinyana Santa Oliva el Vendrell                                                                                  | curs d'aigua                                  | Desemboca: mar Mediterrània Llarg: 19km Conca: 190km² | 41° 11′ 00″ N, 1° 32′ 54″ E / 41.183333333333°N,1.5483333333333°E 41° 13′ 00″ N, 1° 32′ 00″ E / 41.21667°N,1.53333°E       |                                                      | Riera de la Bisbal                      | Modifica les dades a Wikidata |
|        | torre de l'Ortigós                         | la Bisbal del Penedès | torre de sentinella                           | Estil: arquitectura popular                           | 41° 17′ 01″ N, 1° 31′ 06″ E / 41.2836°N,1.51846°E ca:l'Ortigós 179 msnm                                                    | bé d'interès cultural bé cultural d'interès nacional | Torre de l'Ortigós                      | Modifica les dades a Wikidata |
|        | torre forta de Santa Cristina              | la Bisbal del Penedès | casa forta                                    | Estil: arquitectura popular                           | 41° 16′ 20″ N, 1° 26′ 25″ E / 41.27211111111111°N,1.4403611111111112°E ca:Al costat de l'ermita de Santa Cristina 361 msnm | bé d'interès cultural bé cultural d'interès nacional | Torre forta de Santa Cristina           | Modifica les dades a Wikidata |